# Vila emilia
Espèce
Vila emilia est une  espèce de lépidoptères (papillons) de la famille des Nymphalidae, de la sous-famille des Biblidinae et du genre Vila.

## Dénomination
Vila emilia a été décrit par Pieter Cramer en 1779 sous le nom de Papilio emilia.

### Nom vernaculaire
Vila emilia se nomme Emilia Banner en anglais.

### Sous-espèces
- Vila emilia emilia; présent au Surinam, en Guyana et en Guyane.
- Vila emilia caecilia (C. & R. Felder, 1862)
- Vila emilia carmenae Le Crom, 1990; présent en Colombie
- Vila emilia matteii Neild, 1996; présent au Venezuela
- Vila emilia sinefascia Hall, 1935; présent en Équateur, au Pérou et au Brésil[1].

## Description
Le dessus est noir avec des taches blanches dont trois aux ailes supérieures.

## Écologie et distribution
Vila emilia est présent au Venezuela, en Colombie, en Équateur, au Pérou, au Brésil, au Surinam, en Guyana et en Guyane.

### Biotope
Vila emilia réside en forêt tropicale humide.

### Protection
Pas de statut de protection particulier.